# Hits in Britain
Hits è una raccolta del gruppo Mike + The Mechanics, pubblicata nel 1996 dalla Virgin Records.

## Il disco
Come intuibile dal titolo, l'album contiene i principali singoli di successo incisi dal gruppo durante la loro carriera. In esso è inoltre presente un inedito, ovvero la versione dal vivo di All I Need Is a Miracle tratta dal tour 1995/96.

## Tracce
1. All I Need Is a Miracle '96 - live
2. Over My Shoulder
3. Word of Mouth
4. The Living Years
5. Another Cup of Coffee
6. Nobody's Perfect
7. Silent Running
8. Nobody Knows
9. Get Up
10. A Time and Place
11. Taken In
12. Everybody Gets a Second Chance
13. A Beggar on a Beach of Gold